# Bowen Byram
Bowen Byram (né le 13 juin 2001 à Cranbrook dans la province de la Colombie-Britannique au Canada) est un joueur canadien de hockey sur glace. Il évolue au poste de défenseur.

## Biographie

### Carrière en club
Il est choisi au premier tour, en quatrième position par l'Avalanche du Colorado lors du Repêchage d'entrée dans la LNH 2019. Le 21 janvier 2021, il joue son premier match en professionnel dans la Ligue nationale de hockey avec l'Avalanche chez les Kings de Los Angeles. Le 13 octobre 2021, il marque son premier but face aux Blackhawks de Chicago.
Il remporte la Coupe Stanley 2022 avec Colorado.
Le 6 mars 2024, il est échangé aux Sabres de Buffalo en retour de Casey Mittelstadt.

### Carrière internationale
Il représente le Canada au niveau international. Il prend part aux sélections jeunes.

## Vie privée
Il est le fils de Shawn Byram, ancien joueur de hockey d'Amérique du Nord.

## Statistiques

### En club
| Saison     | Équipe                | Ligue      |     | Saison régulière | Saison régulière | Saison régulière | Saison régulière | Saison régulière |   | Séries éliminatoires | Séries éliminatoires | Séries éliminatoires | Séries éliminatoires | Séries éliminatoires |
| Saison     | Équipe                | Ligue      | PJ  | B                | A                | Pts              | Pun              | PJ               | B | A                    | Pts                  | Pun                  |                      |                      |
| 2016-2017  | Giants de Vancouver   | LHOu       | 11  | 0                | 0                | 0                | 8                | -                | - | -                    | -                    | -                    |                      |                      |
| 2017-2018  | Giants de Vancouver   | LHOu       | 60  | 6                | 21               | 27               | 52               | 7                | 3 | 4                    | 7                    | 6                    |                      |                      |
| 2018-2019  | Giants de Vancouver   | LHOu       | 67  | 26               | 45               | 71               | 80               | 22               | 8 | 18                   | 26                   | 18                   |                      |                      |
| 2019-2020  | Giants de Vancouver   | LHOu       | 50  | 14               | 38               | 52               | 76               | -                | - | -                    | -                    | -                    |                      |                      |
| 2020-2021  | Avalanche du Colorado | LNH        | 19  | 0                | 2                | 2                | 23               | -                | - | -                    | -                    | -                    |                      |                      |
| 2021-2022  | Avalanche du Colorado | LNH        | 30  | 5                | 12               | 17               | 12               | 20               | 0 | 9                    | 9                    | 10                   |                      |                      |
| 2021-2022  | Eagles du Colorado    | LAH        | 2   | 0                | 0                | 0                | 2                | -                | - | -                    | -                    | -                    |                      |                      |
| 2022-2023  | Avalanche du Colorado | LNH        | 42  | 10               | 14               | 24               | 38               | 7                | 0 | 3                    | 3                    | 0                    |                      |                      |
| 2023-2024  | Avalanche du Colorado | LNH        | 55  | 8                | 12               | 20               | 40               | -                | - | -                    | -                    | -                    |                      |                      |
| 2023-2024  | Sabres de Buffalo     | LNH        | 18  | 3                | 6                | 9                | 13               | -                | - | -                    | -                    | -                    |                      |                      |
| Totaux LNH | Totaux LNH            | Totaux LNH | 164 | 26               | 46               | 72               | 126              | 27               | 0 | 12                   | 12                   | 10                   |                      |                      |

### En équipe nationale
| Année | Compétition                                |   | PJ | B | A | Pts | Pun               |  | Résultat |
| 2017  | Défi mondial des moins de 17 ans de hockey | 6 | 1  | 4 | 5 | 2   | Médaille d'argent |  |          |
| 2018  | Championnat du monde moins de18 ans        | 5 | 0  | 1 | 1 | 0   | 5e place          |  |          |
| 2018  | Coupe Hlinka-Gretzky                       | 5 | 1  | 3 | 4 | 8   | Médaille d'or     |  |          |
| 2021  | Championnat du monde junior                | 7 | 1  | 4 | 5 | 0   | Médaille d'argent |  |          |
| 2024  | Championnat du monde                       | 9 | 1  | 4 | 5 | 27  | 4e place          |  |          |

## Trophées et honneurs personnels

### Ligue nationale de hockey
- 2021-2022 : vainqueur de la Coupe Stanley avec l'Avalanche du Colorado